# Short Sunderland
Sunderland er en stor 4-motors engelsk flyvebåd, bygget af Short flyfabrikken.
Sunderland blev bl.a. brugt af RAF Coastal Command under 2. Verdenskrig til at overvåge de vigtige sejlruter over Atlanterhavet. Sunderland var i begyndelsen af krigen udstyret med alm. flybomber, der kun eksploderede hvis de ramte ubåden. Senere fik de dybdebomber, der sprang selvom de ikke ramte ubåden direkte. Sunderland blev også udrustet med Leighlamper og ASV-radarer til at finde ubådene om natten.
- Wikimedia Commons har flere filer relateret til Short Sunderland

| Luftfart | Spire Denne artikel om flyvning er en spire som bør udbygges. Du er velkommen til at hjælpe Wikipedia ved at udvide den. |